# Louis Gruyer
Louis Gruyer, de son nom complet Louis Auguste Jean François Philippe Gruyer, né le 15 novembre 1778 à Bruxelles et mort célibataire dans sa ville natale le 15 octobre 1866, 98 bis rue de Ruysbroeck, est un inspecteur des douanes et philosophe, membre de l'Académie royale de Belgique.

## Éléments biographiques
Le directeur des douanes des Pays-Bas autrichiens puis des douanes françaises à Bruxelles (notamment), Claude Augustin Gruyer (1741 Sarrelouis - 1807 Rouen), est le père de Louis Gruyer.
Après avoir échoué à l'examen d'entrée à Polytechnique à Paris, Louis Gruyer s'engage comme canonnier le 25 novembre 1799, au 3e régiment de canonniers au 58e de ligne.
En mai 1800, il franchit les Alpes avec le Premier Consul au col du Grand-Saint-Bernard et le colonel Dufour, son protecteur. Louis Gruyer est à ce moment sergent-major au 58e de ligne.
Il est nommé sous-lieutenant par le général Brune au 4e régiment de chasseurs à cheval. Mais, une fois la paix signée[Quand ?], son père s'oppose à la ratification de son brevet de sous-lieutenant signé par le général Brune parce qu’il n'a nullement l'intention de le voir poursuivre une carrière militaire. 
Il rentre alors dans les douanes françaises où il occupera divers postes en Belgique, France et Italie.
En poste à Narbonne, il est initié au rite primitif de Narbonne par le marquis de Chefdebien, le 14 février 1808, à la loge des Philadèlphes, GODF dont il sera secrétaire et sera élevé au degré de SPRC.[réf. nécessaire]
Il quitte les douanes en 1820 et fut par la suite membre de la Société de littérature de Bruxelles, puis de la Société des douze et de l'Académie royale de Belgique. Il partageait son temps entre la Belgique, l'Italie et le sud de la France où il fit de nombreux voyages pour revoir ses tout aussi nombreux "amis".
Il a publié une œuvre philosophique abondante.
Il existe de lui un portrait lithographié par son ami Jean-Baptiste Madou.
Avant de mourir, Louis Gruyer fit imprimer cinq exemplaires de ses Mémoires et Correspondances, en cinq volumes.
Il est inhumé dans l'ancien cimetière de Saint-Gilles.

## Ses principaux écrits
- Notions préliminaires sur les propriétés générales des corps, anonyme 1822, et réimprimé l'année suivante sous le titre : Essai de philosophie physique, avec le nom de l'auteur.
- Extraits de l'ouvrage de Laromiguière sur les facultés de l'âme, avec des remarques, 1823.
- Mémoire sur l'espace et le temps, 1824.
- Dissertation sur le mouvement, 1825 ;
- Métaphysique de Descartes, 1832 et 1849.
- Tablettes philosophiques, 1842 (Extraits de différents articles sur Maine de Biran, Garnier, P. Leroux, sur la liberté morale, sur les attributs de Dieu, le beau, le dynamisme, le spiritualisme de Krause, etc., les uns déjà imprimés, les autres encore inédits : voir l'Observateur du 17 novembre 1842, article de A. Baron)
- Des causes conditionnelles et productrices des idées ou de l'enchaînement naturel des propriétés et des phénomènes de l'âme, 1844.
- Principes de philosophie physique, 1845.
- Méditations critiques (ou examen approfondi de plusieurs doctrines sur l'homme et sur Dieu), 1849.